# 1. deild 1957
La 1. deild 1957 fu la 46ª edizione della massima serie del campionato di calcio islandese disputata tra il 10 giugno e il 23 settembre 1957 e conclusa con la vittoria del ÍA al suo quarto titolo.
Capocannoniere del torneo fu þorður þorðarsson (ÍA) con 6 reti.

## Formula
Come nella stagione precedente le squadre partecipanti furono sei e si incontrarono in un turno di sola andata per un totale di cinque partite.
L'ultima classificata retrocedette in 2. deild karla.

## Squadre partecipanti
| Club  | Città         | Posizione 1956     |
| ----- | ------------- | ------------------ |
| Fram  | Reykjavík     | 4°                 |
| KR    | Reykjavík     | 2°                 |
| Valur | Reykjavík     | Campione d'Islanda |
| ÍA    | Akranes       | 3°                 |
| ÍBH   | Hafnarfjörður | 2. deild           |
| ÍBA   | Akureyri      | 5°                 |

Tutti gli incontri si disputarono allo stadio Melavöllur, impianto situato nella capitale.

## Classifica finale
|                    | Pos. | Squadra | Pt | G | V | N | P | GF | GS | DR  |
| ------------------ | ---- | ------- | -- | - | - | - | - | -- | -- | --- |
| Islanda (bandiera) | 1.   | ÍA      | 10 | 5 | 5 | 0 | 0 | 14 | 2  | +12 |
|                    | 2.   | Fram    | 7  | 5 | 3 | 1 | 1 | 7  | 3  | +4  |
|                    | 3.   | Valur   | 6  | 5 | 2 | 2 | 1 | 11 | 7  | +4  |
|                    | 4.   | ÍBH     | 3  | 5 | 1 | 1 | 3 | 5  | 9  | -4  |
|                    | 5.   | KR      | 2  | 5 | 0 | 2 | 3 | 3  | 10 | -7  |
|                    | 6.   | ÍBA     | 2  | 5 | 0 | 2 | 3 | 6  | 15 | -9  |

Legenda:
      Campione di Islanda
      Retrocessa in 2. deild karla
Note:
Due punti a vittoria, uno a pareggio, zero a sconfitta.

### Verdetti
- ÍA Campione d'Islanda 1957.
- ÍBA retrocesso in 2. deild karla.